# Massacre de Thiès
Le massacre de Thiès perpétré par l’armée et la police coloniale française à Thiès, dans la colonie du Sénégal (qui faisait partie de l'Afrique-Occidentale française, AOF), de grévistes du chemin de fer du Dakar-Niger le 27 septembre 1938, fait 6 morts et 119 blessés.

## Déroulement

### Contexte
La crise des années 1930 provoque une inflation importante et la vie chère est une des principales motivations des grévistes.
Au moment de la grève, l’Europe a les yeux rivés sur la crise des Sudètes : le 26 septembre, Hitler prononce son discours-ultimatum au palais des sports de Berlin et le plan de mobilisation générale de la France est prêt ; en AOF, il repose alors fortement sur les chemins de fer dont le DN.
Le chemin de fer est un secteur économique important pour la ville de Thiès depuis 1885 et l’ouverture de la ligne Dakar-Saint-Louis, et plus encore depuis que le Dakar-Niger (DN) y a installé ses bureaux et ses ateliers de réparation. D’autres embranchements mineurs partent de Thiès et renforcent son importance dans la logistique de la colonie. L’ensemble formé par les ateliers et les bureaux du DN est appelé cité Ballabey. Le DN emploie 8617 personnes en 1943, dont 7500 ne bénéficient pas du statut du cheminot, étant embauchés comme auxiliaires ou journaliers.
Le syndicalisme au sein du chemin de fer sénégalais s’organise sur une base raciale, avec un syndicat des travailleurs européens (le syndicat des travailleurs des chemins de fer de l’AOF) et un autre de travailleurs africains titulaires,. Au sein des travailleurs africains, il y a cependant aussi des divisions, entre les cheminots bénéficiant du statut du cheminot, et les auxiliaires et journaliers. Le syndicat des travailleurs indigènes du Dakar-Niger (STIDN), dirigé par François Gning, regroupait essentiellement les titulaires d’où la création d’un syndicat concurrent par les auxiliaires. Chaque syndicat est soutenu par une figure politique, Lamine Guèye du côté du STIDN, et le député Galandou Diouf du côté du syndicat des auxiliaires, l’Association amicale professionnelle des Agents du Dakar-Niger,.

### Mouvements sociaux à l’été 1938

#### Revendications et négociations
Les auxiliaires ne bénéficiaient pas des avantages des titulaires, avec des salaires moins élevés et sans garantie d’emploi. De plus, depuis l’arrivée de Girand à la direction du DN, de nombreux Dahoméens avaient été recrutés, et le DN recrutait aussi de nombreux travailleurs formés à l'École primaire supérieure Blanchot et à l’école professionnelle Pinet-Laprade, limitant les possibilités d’ascension professionnelle pour les manouvriers.
Les auxiliaires revendiquent donc une augmentation de salaire de 1,5 franc pour les employés ayant entre 5 et 10 ans d’ancienneté, et de 3,5 francs pour les plus anciens, et des indemnités de déplacement. Des primes sont également demandées pour les chauffeurs et mécaniciens qui font des économies de carburant, la mise en circulation d’un train de banlieue de Dakar à Rufisque pour les cheminots, etc.
Le syndicat ancien, le syndicat des travailleurs indigènes du Dakar-Niger, luttant contre la concurrence du syndicat des auxiliaires, combat ces revendications.
Le 20 juin, lors d’une visite du directeur aux ateliers, un attroupement se forme. Des négociations ont lieu entre le représentant des auxiliaires, Cheikh Diack, un fourgonnier auxiliaire, à la tête d’une délégation de 6 ouvriers, et le directeur du DN. L’accord se fait sur l’augmentation de salaire, la négociation des autres mesures étant repoussée au 9 août. Mais le 11 août, le STIDN dénonce par courrier ces négociations qui se font hors de sa présence et l’Amicale des journaliers qu’il voit comme un syndicat politique. Les négociations échouent, sabotées par ce courrier, et décision est prise de muter Cheick Diack, leader des auxiliaires, et de lui retirer son poste ambulant de fourgonnier pour l’affecter à un poste sédentaire à Gossas.
Diack informe les travailleurs syndiqués du résultat des négociations par meetings à Thiès, Louga, puis sollicite et obtient une autorisation d’absence pour faire de même à Bamako, Kayes et Guinguinéo. Mais on lui interdit de prendre le train et de quitter son poste, puis il est muté à Gossas (sur la demande du gouverneur de l’AOF) où il part le 26 septembre. Les auxiliaires se mobilisent contre cette mutation en demandant une audience, rejetée, et par une pétition signée par 806 d’entre eux. Le 27 septembre, une grève est donc décidée pour le lendemain par les auxiliaires.

### La grève
La grève commence le lendemain, 28 septembre. Elle est suivie par 1275 des 1975 journaliers de Thiès ; les non-grévistes travaillent essentiellement dans les services centraux. 75 % des effectifs des ateliers sont en grève. En réaction, la direction fait nourrir les non-grévistes sur place.

### Le massacre
Le 28 septembre, le passage à niveau conduisant à la cité Ballabey est gardé par 45 policiers municipaux et de la police du DN, 5 gardes de cercle et 6 gendarmes, tous Sénégalais sauf 3 gendarmes européens. Les grévistes, dont les cadres se désolidarisent, armés de gourdins, barres de fer, marteaux et pilons à mil et divers projectiles, se dirigent vers ce passage à niveau, au nombre d’une centaine. Leur but est de faire cesser le travail des non-grévistes. Les forces de l’ordre font mouvement pour disperser le rassemblement, mais les grévistes se défendent immédiatement : s’ils reculent, ils font néanmoins 5 blessés dans les rangs de la police.
Deux sections du bataillon de l'AOF sont alors appelées en renfort, pendant que d’autres grévistes rejoignent les premiers, portant l’attroupement à environ 300 hommes. Sommations sont faites de se disperser, en français et en wolof, mais les grévistes réclament le retour de Cheikh Diack. Une deuxième fois, le service d’ordre repousse les grévistes, qui reviennent quelques minutes plus tard, plus nombreux, alors qu’une section de tirailleurs sénégalais arrive en renfort.
La troupe charge les grévistes sans ménagements, qui se défendent, les combats ayant lieu à l’arme blanche et à coups de bâtons. Dans la mêlée, la troupe fait feu, ce qui met les grévistes en fureur, renforcés par les femmes de la ville. Les morts et les blessés nombreux déclenchent un renforcement de la grève : les trains encore en circulation sont immobilisés et leurs chaudières noyées. Dans l’affolement, des fonctionnaires sont envoyés solliciter de Cheick Diack la reprise de la circulation sur le réseau. En position de force, celui-ci demande une réunion de tous les délégués syndicaux à Thiès pour préparer la négociation. Ceux-ci sont transportés toute la nuit en draisines. Cheick Diack rencontre le gouverneur Marcel de Coppet et le commandant Cau à la maison de cercle : les augmentations de salaire sont accordées et les sanctions administratives levées. Diack donne donc l’ordre de lever la grève.
Le gouverneur de la colonie du Sénégal fait le voyage entre Saint-Louis et Thiès et arrive sur place le jour même.

## Suites
Le bilan est de 6 morts par balles chez les grévistes. Les blessés sont nombreux : 12 gravement atteints, dont 5 chez les forces de l’ordre, et 80 blessés légers, dont 35 chez les grévistes. À cela s’ajoutent 27 grévistes qui ne se présentent à l’infirmerie que le 30 septembre.
Les blessés sont acheminés à l’infirmerie du DN, puis évacués à l’hôpital indigène de Dakar. Mandel demande que les responsables soient poursuivis, mais aucun ne passe devant un tribunal.
La presse de droite condamne le gouverneur de l'AOF Marcel de Coppet, nommé par le Front populaire, et fait campagne pour son rappel. La presse de gauche accuse un parti de droite violemment hostile à la CGT[source secondaire nécessaire].
Le gouvernement français justifie la répression de la grève par la menace qu’elle faisait peser sur une éventuelle mobilisation générale en cas de guerre. Le ministre des Colonies, Georges Mandel, envoie Gaston Joseph enquête sur le massacre, à Dakar puis à Thiès. Le gouverneur Marcel de Coppet est rappelé avec divers autres fonctionnaires, Albert Giran (directeur du DN), Maurice Lescanne (directeur adjoint du DN), Pierre Cau (administrateur adjoint de Thiès), tandis que les responsables du maintien de l'ordre : Paolici, commissaire de police de Thiès, Lagunegrand, commandant d'armes, et Rafeuil, sous-lieutenant, commandant le peloton de tirailleurs ne sont pas sanctionnés.

La grève des cheminots du Dakar-Niger de 1938 est la première grève de masse des colonies françaises d’Afrique.

## Filmographie
- Olivier Langlois Les Pirogues des hautes terres, 2013, sur la grève de la régie des chemins de fer de l'AOF de 1947-1948, qui s’ouvre sur la scène du massacre de 1938.